# Badod
Badod é uma cidade e uma nagar panchayat no distrito de Shajapur, no estado indiano de Madhya Pradesh.

## Demografia
Segundo o censo de 2001, Badod tinha uma população de 11 764 habitantes. Os indivíduos do sexo masculino constituem 52% da população e os do sexo feminino 48%. Badod tem uma taxa de literacia de 63%, superior à média nacional de 59,5%; com 60% para o sexo masculino e 40% para o sexo feminino. 18% da população está abaixo dos 6 anos de idade.